# جورج إل. ستريت الثالث
جورج إل. ستريت الثالث (بالإنجليزية: George L. Street III)‏ هو ضابط أمريكي، ولد في 27 يوليو 1913 في ريتشموند في الولايات المتحدة، وتوفي في 26 فبراير 2000.